# Kankó
A kankó vagy tripper (tudományos nevén latinul: gonorrhoea) nemi érintkezéssel terjedő bakteriális fertőzés, mely a nemi szervek és a húgyutak gyulladását okozza. Már a Biblia is említi. Tünetei férfiaknál sokkal szembetűnőbbek: fehéres-gennyes váladék, amely a húgycsőnyílásból ürül. A húgyutak gyulladása fájdalmas is lehet, vizelési nehézséget okoz. Nők fertőzése nemritkán tünet nélkül lefolyik, ám tovább fertőzhetnek. Jelentkezhetnek tünetek, mint például: méhnyakgyulladás, hashártyagyulladás vagy petevezeték-gyulladás, de ízületi gyulladást is létrehozhat. A meddőség egyik legfőbb oka.
A tünetek a nemi aktus után 3-5 nappal jelentkeznek.
A Neisseria gonorrhoeae nevű Gram-negatív coccus baktérium okozza (gonococcus). Néha más testrészekre is átterjedhet, ám a baktérium rendkívül érzékeny a környezeti hatásokra, ezért a fertőzés csak szoros nyálkahártya-kontaktussal történik (köhögéssel, nyállal tehát nem terjed). Bakteriális fertőzés lévén nagy adag, parenterálisan alkalmazott penicillin alkalmas a gyógyításra. Néhány Neisseria törzs azonban képes rezisztenciát kialakítani, ilyenkor indokolt a cefalosporin antibiotikum-terápia. Kezelés nélkül, általános szepszist okozva, halálos lehet a betegség, ám ez igen ritka.

## Előfordulása
A kankó világszerte elterjedt, csak az emberre veszélyes nemi úton terjedő betegség. Minél több partnerrel közösül valaki védekezés nélkül, annál nagyobb valószínűséggel kapja el a betegséget. A megfelelően felhelyezett óvszer véd a kankóval szemben. A beteg anyák szüléskor átadják a kórt gyermeküknek.
Európában az 1970-es évekig visszaszorult, azóta ez a tendencia nem mindenhol érvényesül. Az 1990-es évek második felétől egyre több esetet jelentettek Nagy-Britanniában, Belgiumban és Franciaországban. Más országokban nem tapasztaltak növekedést.
A kankó világszerte nagy egészségügyi problémát jelent. A WHO becslései szerint az új megbetegedések száma évi 60 millió.

## Fiziológiája
A baktériumok a húgyutak és a méhnyak nyálkahártyájának sejtjeibe burkolóznak. Ebben speciális fehérjeszálak segítik őket, például az adhezin. Egyes törzsek bekebeleztetik magukat a nyálkahártya sejtjeivel, és a másik oldalon kilöketik magukat. Ez a folyamat a transzcitózis, amit speciális, opa-fehérjék váltanak ki.
A gonokokkuszokat a falósejtek bekebelezik, így legtöbbjüket az immunrendszer el tudja pusztítani. Csak kevés kokkusz él túl a sejtekben. A szövetek károsodását a kialakuló gennyes gyulladás és a fedősejtek pusztulása okozza. Ezt valószínűleg többek között a baktériumfal lipopoliszacharidja váltja ki.

## Tünetei
A lappangási idő többnyire három-négy nap, de akár egy hét is lehet. Az érintettek öt százalékánál nem alakulnak ki tünetek, de tovább fertőzhetnek.
Férfiaknál húgycsőgyulladás alakul ki, viszketéssel, gennyes váladékkal és fájdalmas vizeléssel. Az antibiotikumok bevezetése előtt a húgycsőgyulladás nyolc hétig tartott. A ritka szövődmények közé tartozik a mellékherék és a prosztata gyulladása, ami terméketlenséget eredményezhet.
Nőknél a lappangási idő nem határozható meg pontosan. Az első tünetek körülbelül tíz nappal a fertőzés után jelentkeznek. Kialakulhat a méhnyak gyulladása gennyes váladékkal. A hüvely és a Bartholin-mirigyek gyulladása ritka. A beteg méhnyak vagy a petevezeték összetapadhat, ami terméketlenséget okozhat. Legrosszabb esetben a baktériumok a hashártyát is begyullaszthatják.
Orális vagy anális szexszel a baktériumok a légcső és a végbél nyálkahártyájára is eljuthatnak.
A szem is megfertőződhet, ha az ember a fertőzött nemi szervek után a szeméhez nyúl. A fertőzés lehet enyhe, súlyos, vagy tünetmentes. A tünetek közé tartoznak a megduzzadt szemhéjak, az erős bevérzés és az erős gennyképződés. A granulociták bontóenzimjei komolyabb esetben ki is lyukaszthatják a szaruhártyát. A gyógyításhoz minél gyorsabb felismerés és kezelés szükséges.
A terhesség alatti kankó súlyos szövődményeket okozhat a magzatban. Az első trimeszterben a gyulladások a magzat elvesztéséhez vezethetnek. A második és a harmadik trimeszterben a felhúzódó fertőzések ritkák. Az újszülöttek kankója többnyire szemgyulladásban nyilvánul meg, ami akár vakságot is okozhat. A betegséget jellemzően a méh fertőzött váladékai közvetítésével kapja el. Az újszülött látásának megmentése érdekében a születés után azonnal Credé-profilaxist alkalmaznak, azaz baktériumölő szemcseppet csepegtetnek a szemekbe. Az orr és a hüvely nyálkahártyájának gyulladása ritkább, és gyakran tünetmentes.
A ma már ritka esetben a kokkuszok a vérkeringéssel a test minden részébe eljutnak. Ennek következményei a bőrtünetek, és az ízületek megbetegítése. Ez utóbbi főként a végtagokat érinti, és fájdalomban és gennyedzésben nyilvánul meg. A testszerte kiterjedt szepszis súlyos állapot.
Más, az antibiotikumok bevezetésével ritkává vált szövődmények az agyhártyagyulladás és a szívbelhártya-gyulladás.

## Extragenitális formák
Kevés orvos ismeri fel a nem a nemi szerveken jelentkező kankó tüneteit. A Robert Koch Intézet szerint ezek akár gyakoribbak is lehetnek a genitális formáknál. A leggyakoribb nem genitális kankó a légcsövön vagy a végbélnyílás környékén fordul elő. Mivel ezek nem okoznak komolyabb panaszokat, ezért ezek a fertőzések elkerülik a figyelmet. Felismerésükhöz ezért ajánlott célzott szűrést végezni, és kenetmintát venni. Habár a tünetmentes fertőzések néhány héten belül szövődmények nélkül elmúlnak, a fertőzés veszélye a gyógyulás végéig fennáll.

## Felismerése
A húgyutakból vagy a méhnyakból vett kenetet Gram-festéssel vagy tenyésztéssel vizsgálják, így keresik benne a kórokozót. Míg ez a módszer a férfiaknál pontos, a méhnyakból vett kenet csak az esetek 50%-ában pozitív. Egy másik módszer a specifikus nukleinsavak kimutatása. Ez a módszer ugyanolyan pontos, mint a többi tenyészetvizsgálati módszer, de drágább.
Ezzel egyidejűleg a tenyészeteket az antibiotikumokra való érzékenység szempontjából is vizsgálják.

## Kezelése
A kankó antibiotikumokkal kezelhető. Eleinte elég volt a penicillin, de a rezisztencia terjedése miatt áttértek más antibiotikumokra, például cefaloszporinokra és girázgátlókra. A fluorkinolonokra is egyre több törzs rezisztens. A Robert Koch Intézet ezért inkább a cefaloszporinokat ajánlja. Japánban azonban 2011-ben jelentettek egy törzset, ami a csoport minden tagjára rezisztens. Ismeretesek rezisztens törzsek Ausztráliából, Franciaországból és Skandináviából is. A WHO figyelmeztet, hogy hamarosan semmilyen gyógyszer nem fog segíteni a kankó ellen.
A szövődményes kankó ellen ugyanezeket a gyógyszereket adják, csak hosszabb ideig, vagyis egy héttől egy hónapig terjedő ideig. A terhesek előzetes vizsgálatával és kezelésével elkerülhetők az újszülöttek megfertőződése.
Mivel a kankót gyakran kíséri klamidiafertőzés, egy hétig más antibiotikumokat is adnak, például tetraciklineket.
Fontos a szexuális partnereket is kezelni, különben visszafertőzhetik a beteget.

## Megelőzése újszülötteknél
A Credé-profilaxis lényege, hogy szemcseppet csepegtetnek a csecsemő kötőhártyájára. A szemcsepp régen ezüst-nitrátot tartalmazott; ma többnyire tetraciklin vagy eritromicin a hatóanyag.

## Története
A kankót és kezelését már Aretaiosz, a hippokratészi iskolához tartozó orvos is leírta.
A francia Phillippe Ricord 1867-ben különítette el a kankót a szifilisztől. Addig a két betegséget együtt morbus venereus (nemi betegség) néven emlegették. Albert Neisser 1879-ben mutatta ki először a baktériumokat húgyúti kenetből, ezért az egész rendszertani egységet róla nevezték el (Neisseria). Carl Siegmund Franz Credé 1881-ben bevezette az újszülöttek kezelését. A gonokokkuszok tenyésztése először Ernst Bummnak sikerült 1885-ben.
A kankó elterjedt az Amerikai Egyesült Államok meleg férfiközösségeiben. A homoszexuálisok jogaiért küzdő szervezetek bepanaszolták az egészségügyi hatóságokat, hogy nem figyelmeztettek arra, hogy a kankó orális és anális szexszel is terjed. Abban az időben a legtöbb államban tiltottak voltak ezek a közösülési módok. Az orvosok gyakran nem is ismerték fel ezeket a formákat, mivel a betegek a büntetéstől való félelem miatt mind szexuális irányultságukat, mind az általuk használt közösülési módot titkolták, ezért gyakran nem is mentek orvoshoz. A homoszexuális közösségek felismerve ezt a problémát saját klinikákat rendeztek be.